# Chorągiewka rowerowa

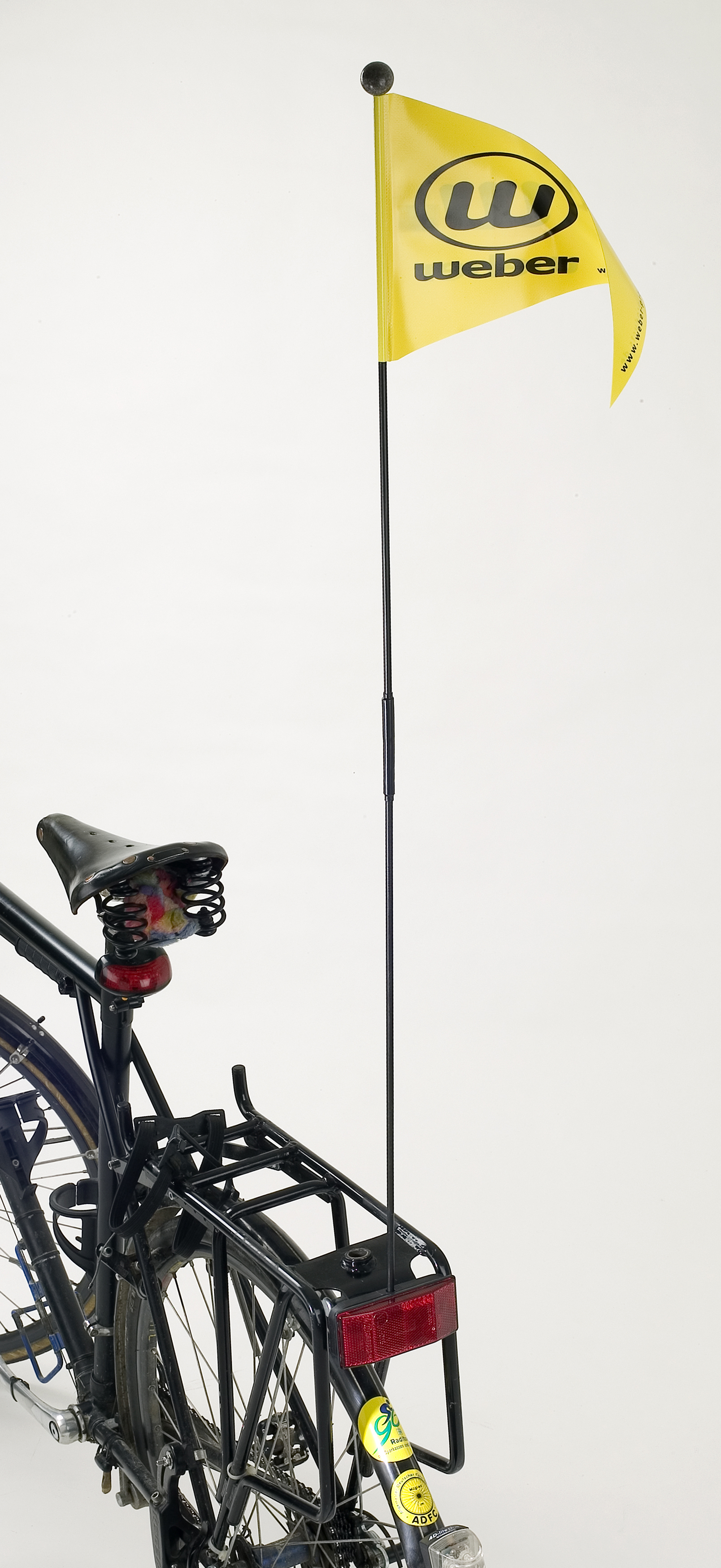
Chorągiewka rowerowa

Chorągiewka rowerowa (chorągiewka sygnalizacyjna, wimpel, mała flaga) – zamontowana na tylnej osi roweru służy głównie do sygnalizowania rowerzysty, szczególnie dziecka, poruszającego się po drodze lub po poboczu drogi, drodze rowerowej lub chodniku, innym uczestnikom ruchu. Ma również zastosowanie do przyczep rowerowych, wózków inwalidzkich, pojazdów śniegowych itp. – wszędzie tam, gdzie konieczne jest zwiększenie uwagi na poruszający się obiekt. Chorągiewka jest zwykle zadrukowana aktualnymi motywami cieszącymi się popularnością wśród dzieci.
Rozpowszechniona na Zachodzie począwszy od lat 90., głównie w Niemczech, Beneluksie i Skandynawii, polecana przez Niemiecki Klub Uczestnikow Ruchu (VCD, Verkehrsclub Deutschland) dla dzieci w wieku przedszkolnym i szkoły podstawowej.
Chorągiewka rowerowa powinna spełniać następujące kryteria bezpieczeństwa:
- wysokość chorągiewki taka, aby zamontowana na rowerze była widoczna powyżej dachów samochodów osobowych,
- plastikowa otoczka pręta zapewnia, nawet po złamaniu, że szkodliwe dla zdrowia drzazgi włókien szklanych nie mają kontaktu z otoczeniem,
- na górnym końcu pręta elastyczna i lekka kulka bezpieczeństwa łagodząca skutki ewentualnego uderzenia,

Wszystkie materiały do produkcji chorągiewki rowerowej powinny spełniać obowiązujące w UE kryteria nieszkodliwości dla zdrowia.
Chętnie wykorzystywana przez agencje reklamowe ze względu na duży potencjał przyciągania uwagi.